# 德木·拉旺赤列朗杰
拉旺赤列朗杰（藏語：ལྷ་དབང་ཕྲིན་ལས་རྣམ་རྒྱལ་，威利转写：lha dbang phrin las rnam rgyal；1527年—1622年）藏族，西藏聂赤仲钦人，第三世德木活佛。

## 生平
藏历第九饶迥火猪年（1527年）生于聂赤仲钦。由二世帕巴拉活佛帕巴桑吉确认为上一世德木活佛的转世灵童。此后，他随三世帕巴拉活佛土旺顿登剃度出家，由巴索·拉旺却吉坚赞受比丘戒，而且多次听四世达赖讲授佛法。由于他在宗教上的威望，帕巴拉活佛土旺顿登任命拉旺赤列朗杰为整个波密和古青、阿公、登西三地（即八宿的白马、察隅地区）所有格鲁派寺院的总寺主。拉旺赤列朗杰自此名声显赫，人称“德木教主”。
他曾经数次赴卫藏。一次是四世班禅四十岁时，即藏历土鸡年（1609年） 。一次是藏历木兔年（1615年），当时他赴扎什伦布寺拜见四世班禅为师。这些情况在安多嘉木样协巴撰写的《大威德教史》中有详细叙述。
1622年，拉旺赤列朗杰圆寂，享年96岁。